# Aspidella

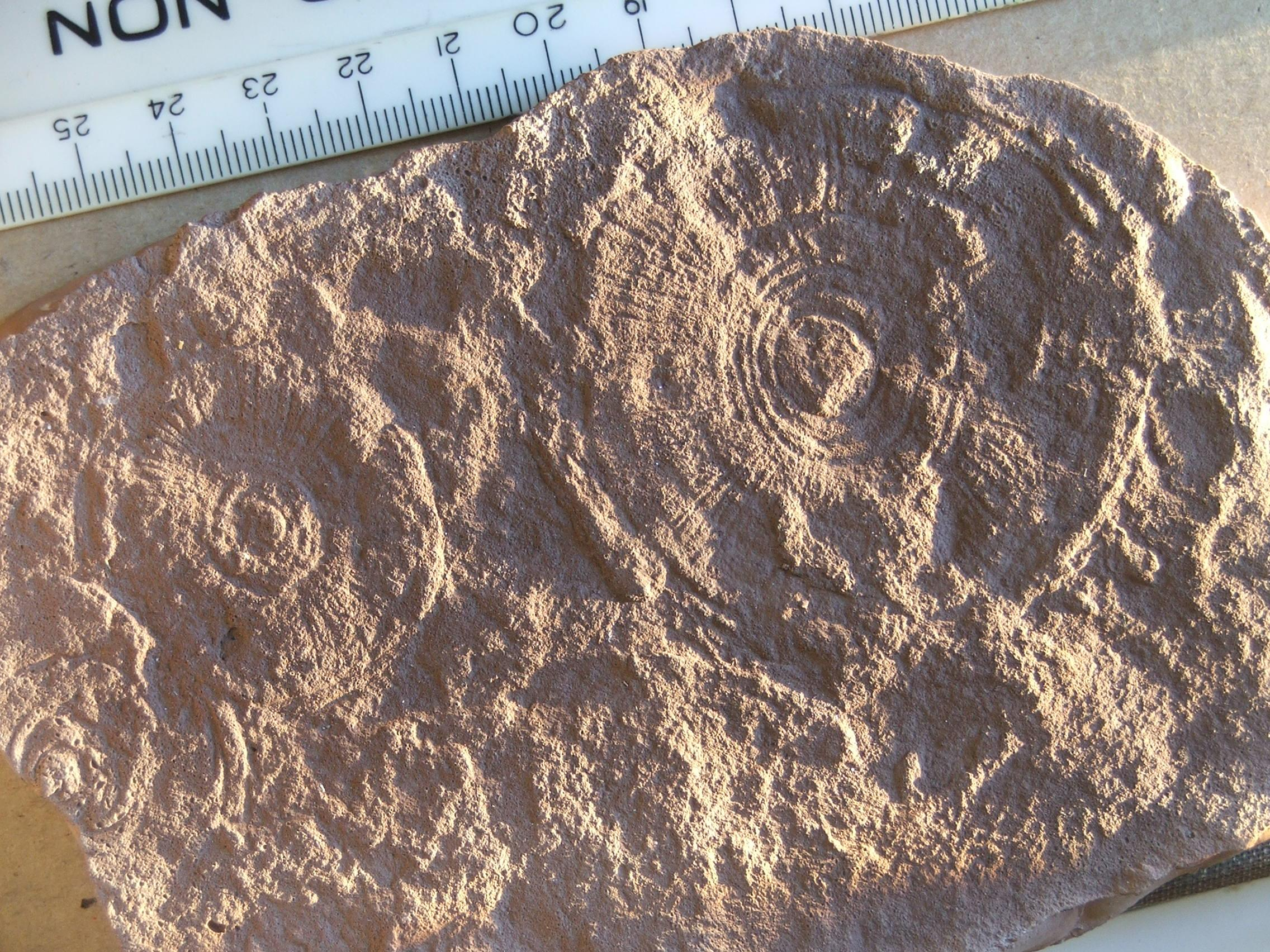
Fossil av Aspidella

Aspidella är en utdöd livsform som levde under prekambrium. Livsformen har lämnad fossila spår som tyder på att den var bottenlevande och till utseende uppifrån sett påminner om en manet. Aspidella återfinns i storlekar mellan 1 och 180 mm, de flesta är dock mellan 4 och 10 mm. Det ska påpekas att det har framförts en alternativ förklaring till de fossila lämningarna där utseendet tros komma av att ha fungerat som förankring för en fot där det ringformade mönster tillkommit som "årsringar" vid tillväxt.